# 卡瑞爾式書桌

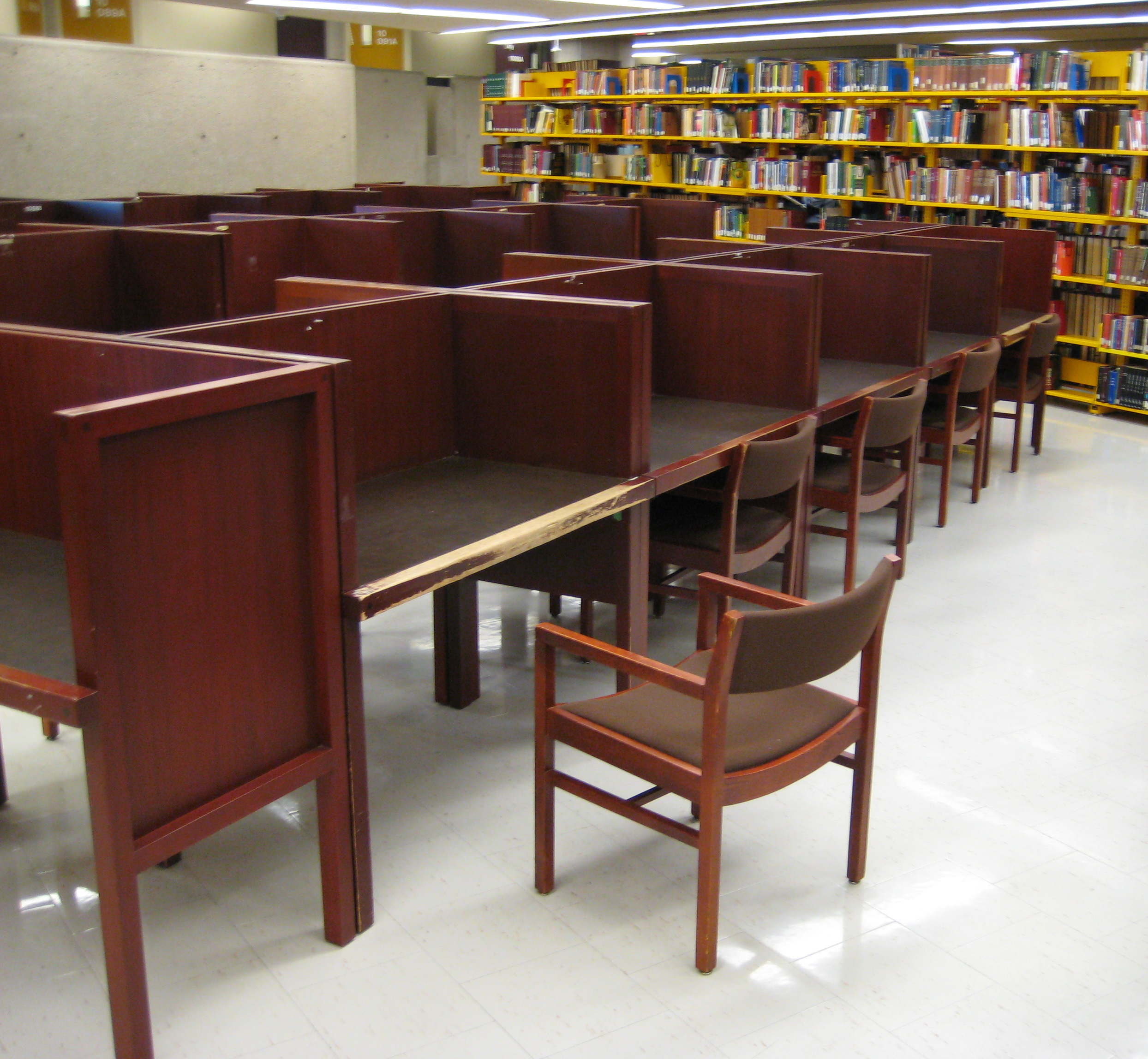
圖書館裡成組的卡瑞爾式書桌

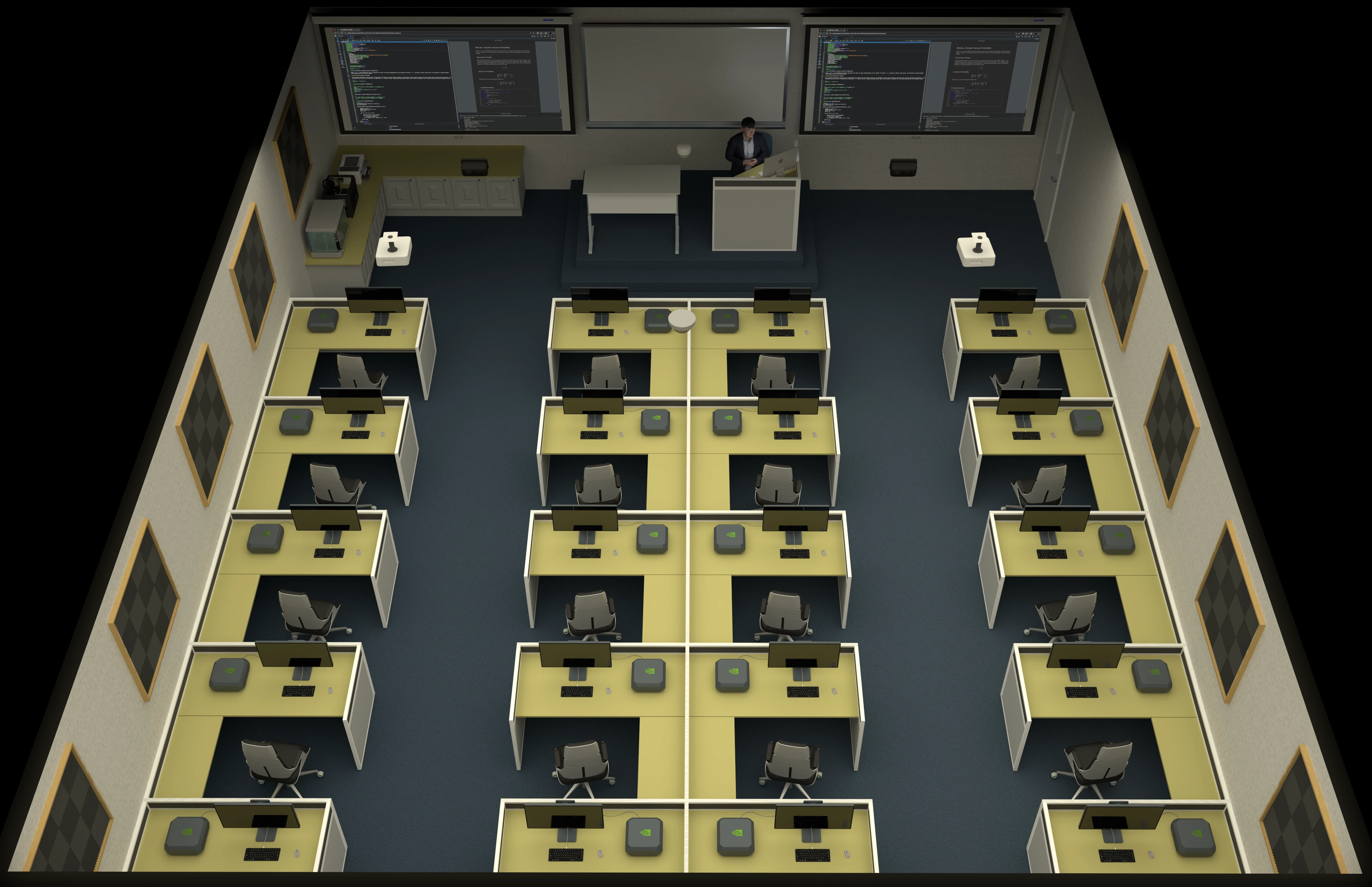
數位化學習用的卡瑞爾式教室3維圖

卡瑞爾(carrel)式書桌是常見於圖書館中的書桌款式，其後方和兩側設有隔板以保障隱私。

## 概述
卡瑞爾式書桌在學術圖書館中特別常見。卡瑞爾式書桌有時會與座位整合成一體，可能還附帶書架、內建照明、電源插座、或乙太網路連接埠。與隔間式書桌不同的是，卡瑞爾式書桌通常沒有裝文件的抽屜等設施。這型書桌設計成既可獨立使用也能組合成套，附帶共用的側板或壁板，也可能沒有。
「卡瑞爾(carrel)」一詞所指也可能是公共圖書館裡狹小的單間「自習室」，和大學校園裡的。這些房間可能有門可以上鎖，有需要的使用者可以索求鑰匙。卡瑞爾式自習室通常有張書桌（不見得是卡瑞爾式書桌），有書架和燈。

## 起源
卡瑞爾式誦經室起源於修道院，用以隔絕修士們早課時朗聲誦經所生的室內噪音。事關誦經室的最早記錄見於13世紀的倫敦威斯敏斯特教堂，位於North Walk近Garth一側。不過可能在12世紀末即已存在。

## References
1. 1 2 3 4  Joan M. Reitz. . Libraries Unlimited. 2004: 118. ISBN 1-56308-962-9.
2. ↑  Aaron Coben; Elaine Coban. . R. R. Bowker Co. 1979.
3. ↑  Jean LeClerq, Love of Learning and the Desire for God, trans. Catherine Misrahi (New York: Fordham University Press, 1961) p. 18
4. ↑  Pratt, Helen Marshall.  2. New York: Duffield and Company. 1914: 698.
5. ↑  . Encyclopædia Britannica.   [4 January 2021].